# Marco Petelio Libone
Marco Petelio Libone (fl. IV secolo a.C.) è stato un politico romano.

## Biografia
Fu eletto console nel 314 a.C., con il collega Gaio Sulpicio Longo. I due consoli rilevato il comando dell'esercito dal dittatore Quinto Fabio Massimo Rulliano, posero l'assedio a Sora, che presero con l'aiuto di un traditore.
(Tito Livio, Ab Urbe condita, IX, 24.)
Successivamente i due consoli rivolsero gli eserciti contro gli Ausoni, riuscendo a catturare le città di Ausona, Minturno e Vescia, grazie al tradimento di dodici nobili Ausoni.
Quindi, saputo che gli abitanti di Luceria, avevano consegnato la guarnigione romana ai Sanniti, l'esercito si spostò in Apulia, prendendo la città al primo assalto. In Senato si discusse a lungo della sorte di Luceria, e alla fine si decise di inviare 2.500 coloni romani.
Intanto, le voci di un'insurrezione in preparazione a Capua, portò alla nomina a dittatore di Gaio Menio Publio.
Successivamente gli eserciti romani, condotti dai due consoli, affrontarono i Sanniti in campo aperto in Campania, riportando una chiara vittoria.
(Tito Livio, Ab Urbe condita, IX, 27.)